# Henri Lugier
Pas d'image ? Cliquez ici

a Compétitions nationales et continentales officielles uniquement.

Dernière mise à jour le 2 novembre 2012.
Henri Lugier, né le 9 avril 1969 à Cayenne (Guyane), est un joueur de rugby à XV évoluant au poste d'ailier.

## Biographie
Henri Lugier joue successivement dans le club du FCS  Rumilly et gagne la Coupe André Moga en 1993 avec ce même club, puis au CA Brive où il est finaliste de la Coupe d'Europe en 1998.
Il signe ensuite au FC Grenoble lors de la saison 1998-1999 et marque notamment un essai en demi-finale et participe l'année suivante à la Coupe d'Europe où Grenoble sera la seule équipe à battre les Anglais des Northampton Saints, futurs vainqueurs de l’épreuve.

## Palmarès
- En Coupe d'Europe :
  - Finaliste en 1998 (avec le CA Brive)
- En championnat de France :
  - Demi-finaliste en 1999 (avec le FC Grenoble)
- En Coupe André Moga :
  - Vainqueur en 1993 (avec le FCS Rumilly)